# Stor-Blitjärnen
Stor-Blitjärnen är en sjö i Ljusdals kommun i Hälsingland och ingår i Ljusnans huvudavrinningsområde. Sjön har en area på 0,108 kvadratkilometer och ligger 421 meter över havet. Sjön avvattnas av vattendraget Gådaån.

## Delavrinningsområde
Stor-Blitjärnen ingår i det delavrinningsområde (688286-149101) som SMHI kallar för Inloppet i Gussjön. Medelhöjden är 439 meter över havet och ytan är 10,3 kvadratkilometer. Det finns inga avrinningsområden uppströms utan avrinningsområdet är högsta punkten. Gådaån som avvattnar avrinningsområdet har biflödesordning 3, vilket innebär att vattnet flödar genom totalt 3 vattendrag innan det når havet efter 167 kilometer. Avrinningsområdet består mestadels av skog (78 procent). Avrinningsområdet har 0,11 kvadratkilometer vattenytor vilket ger det en sjöprocent på 1,1 procent.